# Manuel Doreste
Manuel Doreste Blanco (Puertollano, 31 de enero de 1958) es un deportista español que compitió en vela en la clase Soling. Sus hermanos Luis y José Luis también compitieron en vela. 
Ganó dos medallas en el Campeonato Mundial de Soling, oro en 1984 y plata en 1997. Participó en los Juegos Olímpicos de Sídney 2000, ocupando el 15.º lugar en la clase Soling.

## Palmarés internacional
| \| Campeonato Mundial \| Campeonato Mundial \| Campeonato Mundial \| Campeonato Mundial \| \| Año \| Lugar \| Medalla \| Clase \| \| ------------------ \| --------------------- \| ------------------ \| ------------------ \| \| 1994 \| Helsinki ( Finlandia) \| Medalla de oro \| Soling \| \| 1997 \| Rungsted ( Dinamarca) \| Medalla de plata \| Soling \| |                       |                  |        |
| Campeonato Mundial |                       |                  |        |
| Año | Lugar                 | Medalla          | Clase  |
| 1994 | Helsinki ( Finlandia) | Medalla de oro   | Soling |
| 1997 | Rungsted ( Dinamarca) | Medalla de plata | Soling |